# Paradoneis drachi
Paradoneis drachi är en ringmaskart som beskrevs av Laubier och Ramos 1973. Paradoneis drachi ingår i släktet Paradoneis och familjen Paraonidae. Inga underarter finns listade i Catalogue of Life.